# Giedrius Mozūraitis
Giedrius Mozūraitis (* 2. Oktober 1978 in Kaunas) ist ein litauischer Verwaltungsjurist, Politiker und ehemaliger stellvertretender Justizminister Litauens.

## Leben
Nach dem Abitur 1996 an der „Versmės“-Mittelschule in Klaipėda absolvierte Mozūraitis 1999 das Bachelorstudium und 2001 das Masterstudium der Rechtswissenschaft an der Lietuvos teisės universitetas. Als Doktorand am Lehrstuhl für Biorecht fertigte er eine Dissertation zum Thema „Untastbarkeit des Privatlebens der Patienten: theoretische und praktische Aspekte“ (lit. „Pacientų privataus gyvenimo neliečiamumas: teoriniai ir praktiniai aspektai“) an. Er bildete sich weiter am Zentrum für Bioethik und Recht an der Universität Leuven in Belgien. 
Er war Leiter der Unterabteilung für Personal- und Kanzleiangelegenheiten, danach stellv. Direktor für Recht und Personal am Litauischen Zentrum für Onkologie und nach Reorganisation Berater des Direktors des Onkologieinstituts der Vilniaus universitetas. Ab 2006 arbeitete G. Mozūraitis als Rechtsanwalt in der 3. Anwaltskanzlei Vilnius. Von 2011 bis 2012 lehrte er als Lektor am Lehrstuhl für Zivilrecht und Handelsrecht am Mykolo Romerio universitetas. Mozūraitis nahm als Mitglied der DP an der Parlamentswahl 2012 an im Wahlbezirk Kretinga teil.
Vom 30. Januar 2013 bis 2016 war er Stellvertreter des Justizministers Juozas Bernatonis im Kabinett Butkevičius. Er wurde von Darbo partija delegiert. 2017 war er Berater am Justizministerium. Seit 2018 leitet er Litauisches Zentrum für Gerichtsexpertise.
Mozūraitis ist verheiratet. Mit seiner Frau Julija hat er die Kinder Monika, Edvardas und Izabelė.  
Er spricht Englisch und Russisch.